# Xantholinus audrasi
Xantholinus audrasi är en skalbaggsart som beskrevs av Henri Coiffait 1956. Xantholinus audrasi ingår i släktet Xantholinus, och familjen kortvingar. Arten är reproducerande i Sverige.